# ژیان‌مرغک سفیدخاکستری
ژیان‌مرغک سفیدخاکستری (نام علمی: Pseudelaenia leucospodia) نام یک گونه از تیره ژیان‌مرغ است.